# Ḩamīlābād
Ḩamīlābād (persiska: حَميل آباد, جَميل آباد, حمیل آباد) är en ort i Iran.   Den ligger i provinsen Hamadan, i den nordvästra delen av landet, 300 km sydväst om huvudstaden Teheran. Ḩamīlābād ligger 1 747 meter över havet och antalet invånare är 262.
Terrängen runt Ḩamīlābād är huvudsakligen kuperad, men den allra närmaste omgivningen är platt. Runt Ḩamīlābād är det ganska tätbefolkat, med 104 invånare per kvadratkilometer. Närmaste större samhälle är Tūyserkān, 16,2 km norr om Ḩamīlābād. Trakten runt Ḩamīlābād består i huvudsak av gräsmarker.